# Wereldoorlog

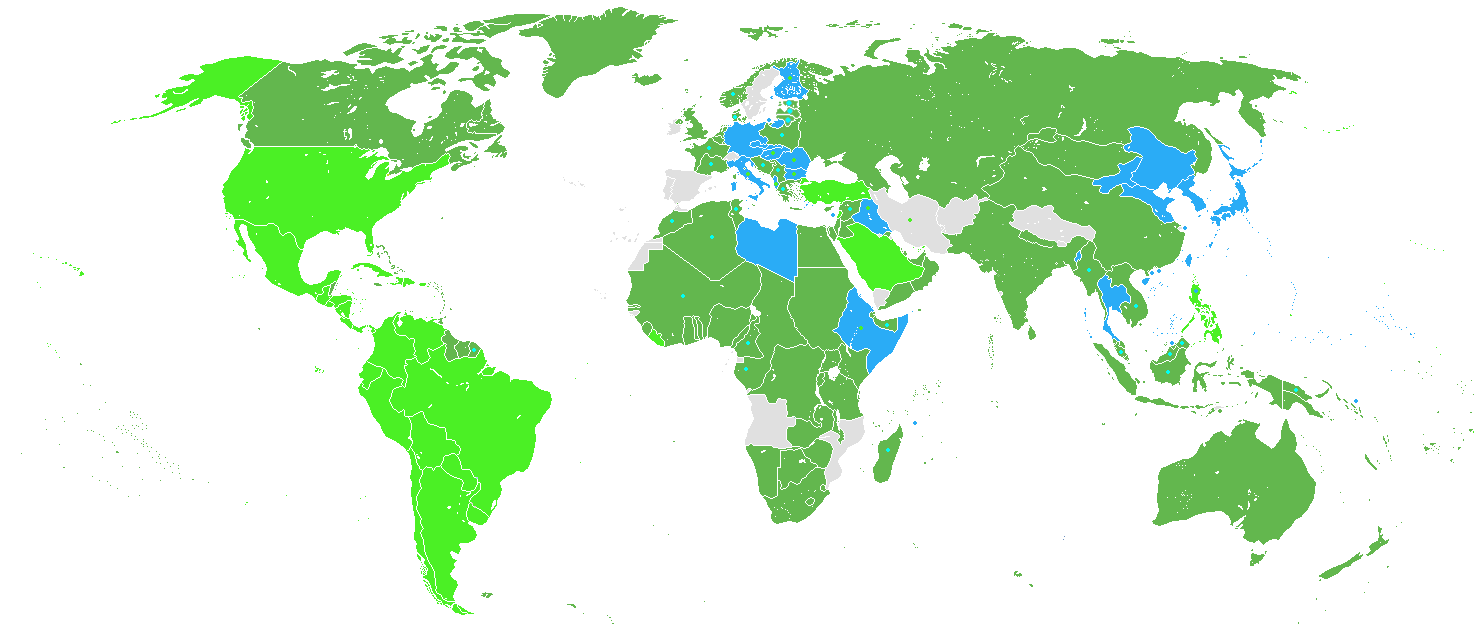
Landen die betrokken waren in de Tweede Wereldoorlog
Geallieerden
Idem, na de aanval op Pearl Harbor
Asmogendheden
Neutraal

Een wereldoorlog is een oorlog die niet beperkt is tot een land, regio of werelddeel maar wereldwijd, over een groot deel van de Aarde, wordt uitgevochten.
De benaming "wereldoorlog" is gegeven aan een tweetal gewapende conflicten die in de eerste helft van de twintigste eeuw zijn uitgevochten:
- de Eerste Wereldoorlog (1914–1918)
- de Tweede Wereldoorlog (1939–1945)

Tot het uitbreken van de Tweede Wereldoorlog stond de Eerste Wereldoorlog bekend als de Grote Oorlog. De term "wereldoorlog" stamt echter waarschijnlijk al uit het begin van de 20e eeuw. Mogelijk was het een vertaling van de Duitse term Weltkrieg, die door de Duitse schrijver August Niemann werd gebruikt in de titel van zijn anti-Britse roman Der Weltkrieg: Deutsche Träume uit 1904.

## Eerdere wereldoorlogen
In zijn vierdelige werk A History of the English-Speaking Peoples (1956–1958) noemde Winston Churchill de Zevenjarige Oorlog (1756–1763) de allereerste wereldoorlog, vanwege zijn intercontinentale karakter: het bloedige conflict tussen de grootmachten van die tijd werd niet alleen in Europa, maar ook in de koloniën op het Amerikaanse continent uitgevochten. Zo bezien hadden bijvoorbeeld ook de Dertigjarige Oorlog (1618–1648) en de Spaanse Successieoorlog (1701–1714) het karakter en de aard van een wereldoorlog. Deze conflicten bleven ook niet beperkt tot Europa. Overal ter wereld waar schepen van de betrokken landen elkaar op zee tegenkwamen werd de strijd aangegaan. Ook de tocht rond de wereld van Olivier van Noort die begon in 1598 had mede als doel waar mogelijk onderweg ook vijandelijke doelen aan te vallen.

## Derde Wereldoorlog
De Derde Wereldoorlog is een verwachte - en gevreesde - nieuwe wereldoorlog, al dan niet uitmondend in een kernoorlog en een daaropvolgende nucleaire catastrofe. Vooral tijdens de Koude Oorlog leek het waarschijnlijk dat een dergelijke oorlog zou kunnen uitbreken. Er wordt soms beargumenteerd dat de Koude Oorlog de Derde Wereldoorlog was. Sinds de aanval van Rusland op Oekraïne in 2022, de oorlog in Gaza en de Israëlische militaire operatie tegen Iran in 2025, waarbij ook de VS betrokken is, zijn er veel mensen bang voor een Derde Wereldoorlog.
In de literatuur en andere fictie is soms zelfs sprake van een Vierde of Vijfde Wereldoorlog. Voorbeelden hiervan zijn On the Beach van Nevil Shute uit 1957 en Red Storm Rising van Tom Clancy uit 1986.